# 244 г. пр.н.е.
244 (двеста четиридесет и четвърта) година преди новата ера (пр.н.е.) е година от доюлианския (Помпилийски) римски календар.

## Събития

### В Римската република
- Консули са Авъл Манлий Торкват Атик и Гай Семпроний Блез.
- Брундизий става латинска колония.[1]
- По време на Първата пуническа война през тази година римляните водят нерешителна кампания в централна Сицилия.[2] Хамилкар Барка превзема град Ерикс.[1]

### В Гърция
- Лидиад е тиран на Мегалополис.[3]
- Елида придобива контрол над Трифилия.[3]
- Агис IV става цар в Спарта след смъртта на баща му Eвдамид II.[3]

### В Сирия
- По време на Третата сирийска война, Селевк II Калиник си връща властта над Антиохия и превръща града в главна база за своите операции срещу Египет, но има само ограничени успехи.[4]

## Починали
- Eвдамид II, цар на Спарта